# 나카스지촌 (교토부 이카루가군)
나카스지촌(일본어: 中筋村)은 일본 교토부 이카루가군에 설치되었던 촌이다.